# Claire Michel
Pour les articles homonymes, voir Michel.
Claire Michel, né le 13 octobre 1988 à Bruxelles est une triathlète professionnelle belge.

## Biographie

### Jeunesse
Fille de Colette Crabbé, elle naît à Bruxelles en Belgique le 13 octobre 1988 mais déménage aux États-Unis dès l'âge d'un an, son père y ayant été envoyé dans le cadre de son travail. Sa famille s'installe alors dans l'Oregon. Devenue adulte, elle étudie à l'université de l'Oregon et y pratique l'athlétisme, se qualifiant même pour une finale universitaire en 3000 m steeple. Par après, elle retourne en Belgique et s'adonne au cross-country avant de se tourner vers le triathlon.

### Carrière en triathlon
En 2014, elle se qualifie pour la finale des championnats du monde de triathlon à Edmonton et est désignée triathlète féminine belge de l'année 2014 grâce à ses performances. Par la suite, elle est victime de plusieurs blessures au pied et à la jambe mais elle obtient la même distinction en 2015 et parvient à se qualifier pour les Jeux olympiques d'été de 2016 à Rio de Janeiro. Lors de ceux-ci, elle est disqualifiée après avoir été doublée lors de la partie cycliste,. À la suite de cette contre-performance, son entraîneur, Reinout Van Schuylenbergh, décide de mettre un terme à leur collaboration, ne souhaitant pas être associé à cet échec,.
En 2018, elle alterne entre résultatifs positifs et résultats moyens voire négatifs : 3e lors de la troisième manche de la coupe du monde de triathlon à New Plymouth, 5e de la troisième manche des séries mondiales de triathlon à Yokohama mais contrainte à l'abandon lors de la quatrième manche à Leeds et 24e lors de la cinquième manche à Hambourg.
Néanmoins, elle réalise ses meilleures performances au niveau européen en août de la même année, terminant 5e lors de l'épreuve féminine et obtenant une médaille de bronze avec le relais mixte belge lors des championnats d'Europe de triathlon.
En septembre 2018, elle termine à la 20e place lors de la finale des championnats du monde à Gold Coast.
Aux Jeux olympiques de Paris 2024, elle termine 38e de l'épreuve individuelle au cours de laquelle elle aurait été infectée par la bactérie E. coli, ce qui a conduit à son hospitalisation selon  plusieurs médias,. Toutefois, le Comité olympique et interfédéral belge précise que la triathlète n'a pas été hospitalisée durant quatre jours. Après un passage à la polyclinique du village olympique, elle rejoint sa chambre le jour même. Claire Michel souffrant de douleurs gastriques, l'équipe belge déclare forfait pour l'épreuve de triathlon en relais mixte dont la partie natation se déroule également dans la Seine. La ministre des Sports française, Amélie Oudéa-Castéra qualifie dans une intervention publique, l'information sur une hospitalisation, comme fausse. Soulignant qu'un lien entre la maladie de la triathlète et sa baignade dans la Seine, n'était pas établie et demande au COIB de clarifié la situation. Affirmant que ce jour-là, la qualité de l'eau était bonne, cette qualité au jour de la compétition n'étant pas la seule cause possible selon le professeur Alban le Monnier, chef du service de Microbiologie clinique à l’hôpital Saint-Joseph de ParisEnfin, la triathlète belge pour clarifier les faits, confirme qu'elle n'a pas été contaminée par la bactérie E.Coli durant la natation dans la Seine, ses analyses sanguines démontrant une infection virale sans rapport avec la bactérie annoncée,.

## Palmarès
Le tableau présente les résultats les plus significatifs (podium) obtenus sur le circuit international de triathlon depuis 2013.
| Année | Compétition                            | Pays             | Position                   | Temps           |
| ----- | -------------------------------------- | ---------------- | -------------------------- | --------------- |
| 2023  | Coupe du monde - étape de Chengdu      | Chine            | Médaille d'argent          | 1 h 57 min 17 s |
| 2019  | Coupe du monde - étape de Tongyeong    | Corée du Sud     | Médaille de bronze         | 57 min 18 s     |
| 2019  | Coupe du monde - étape de Miyasazi     | Japon            | Médaille d'argent          | 1 h 59 min 39 s |
| 2019  | Championnats d'Europe                  | Pays-Bas         | Médaille de bronze, Europe | 1 h 46 min 55 s |
| 2018  | Coupe du monde - étape de New Plymouth | Nouvelle-Zélande | Médaille de bronze         | 1 h 3 min 37 s  |
| 2017  | Coupe du monde - étape de New Plymouth | Nouvelle-Zélande | Médaille de bronze         | 59 min 30 s     |
| 2017  | Coupe du monde - étape de Tongyeong    | Corée du Sud     | Médaille de bronze         | 58 min 20 s     |
| 2016  | Coupe d'Europe - étape de Rotterdam    | Pays-Bas         | Médaille d'or              | 1 h 1 min 16 s  |
| 2016  | Coupe du monde - étape de Chengdu      | Chine            | Médaille d'argent          | 2 h 0 min 42 s  |
| 2014  | Coupe du monde - étape de Chengdu      | Chine            | Médaille de bronze         | 2 h 1 min 46 s  |

| Année | Compétition           | Pays        | Position                 | Temps       |
| ----- | --------------------- | ----------- | ------------------------ | ----------- |
| 2013  | Championnats du monde | Royaume-Uni | Médaille d'argent, monde | 31 min 53 s |

| Année | Compétition                            | Pays   | Position                   | Temps           |
| ----- | -------------------------------------- | ------ | -------------------------- | --------------- |
| 2023  | Championnats du monde - étape de Paris | France | Médaille de bronze         | 1 h 12 min 36 s |
| 2018  | Championnats d'Europe                  | Écosse | Médaille de bronze, Europe | 1 h 15 min 29 s |

## Distinctions
- 2014 : Triathlète belge féminine de l'année.
- 2015 : Triathlète belge féminine de l'année.